# Nehru Bridge

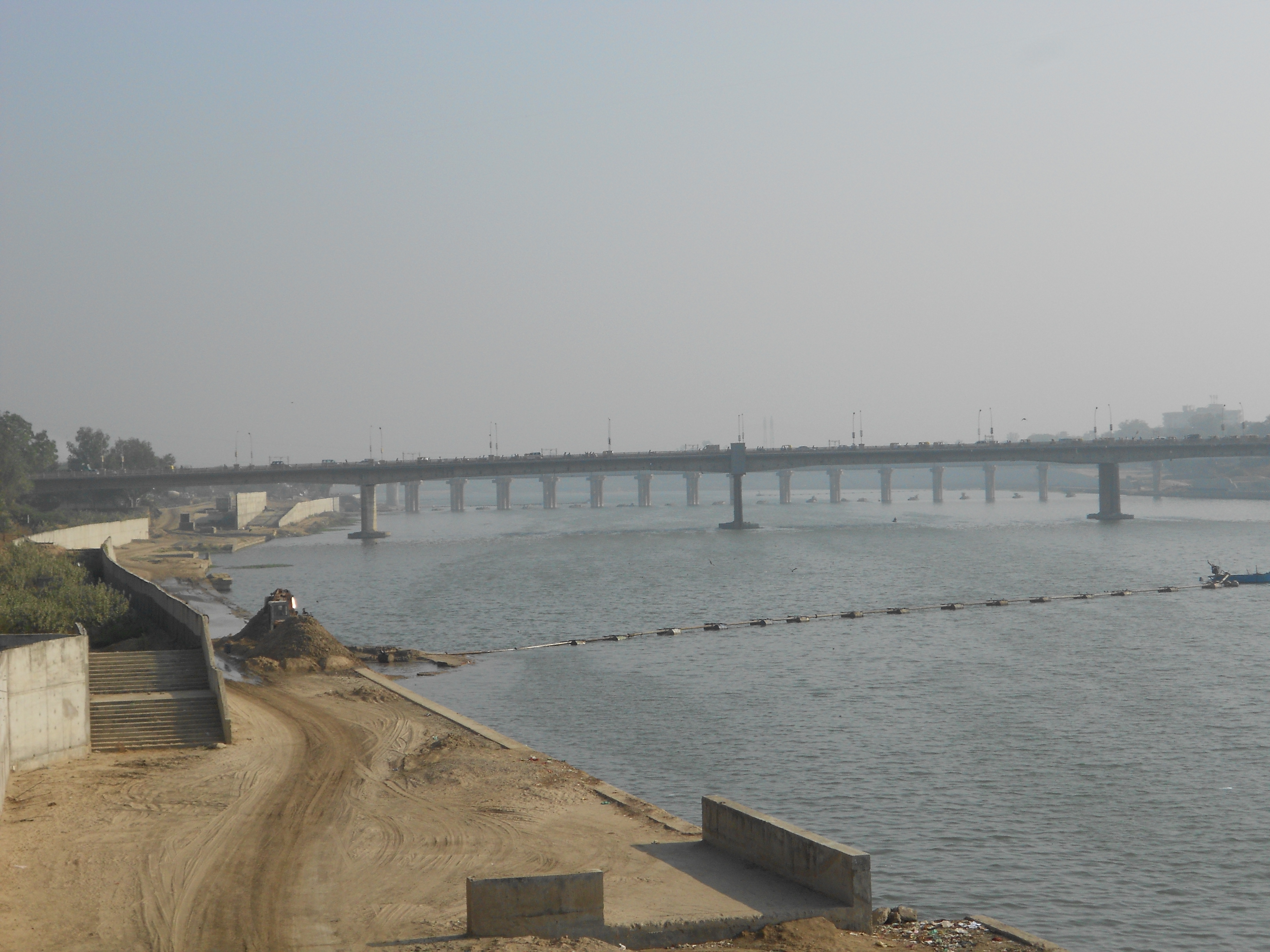
Nehru Bridge

Nehru Bridge is een belangrijke brug over de rivier Sabarmati in Ahmedabad, de grootste stad van de Indiase deelstaat Gujarat. De brug werd blijkens een inscriptie bij de brug geopend in 1959 en is vernoemd naar de toenmalige premier van India, Jawaharlal Nehru. Volgens een website over Ahmedabad werd de brug gebouwd in 1962.

## Voetnoot
1. ↑  The bridges of Ahmedabad, op website a4ahmedabad.com